# Physocarpus
Physocarpus es un género de 10 especies de plantas perteneciente a la familia Rosaceae, nativa de Norteamérica (la mayoría de las especies) y nordeste de Asia (una especie).

## Descripción
Son arbustos caducos que alcanzan 1-3 metros de altura. El nombre viene de la apariencia de su corteza. Sus hojas son palmatilobadas de 3-15 cm de longitud y ancho, con márgenes irregulares serrados. Las flores son blancas con cinco pétalos y aparecen en corimbos, con numerosos estambres. El fruto es un racimo inflado de folículos que secos y de color marrón se abren para lanzar las semillas.

## Taxonomía
Physocarpus fue descrito por (Cambess.) Raf. y publicado en New Flora and Botany of North America . . . 3: 73. 1836[1838].

## Especies
- Physocarpus alternans
- Physocarpus amurensis
- Physocarpus bracteatus
- Physocarpus capitatus
- Physocarpus glabratus
- Physocarpus malvaceus
- Physocarpus monogynus
- Physocarpus opulifolius (L.) Maxim. - siete cortezas[3]